# Be Incorporated
Be Incorporated foi uma empresa conhecida por desenvolver o sistema operacional BeOS e os computadores BeBox. Foi fundada em 1990 por um ex-executivo da Apple Inc. Jean-Louis Gassée, e comprada em 2001 pela Palm, então interessada no sistema BeIA. Após a compra, a Be se dissolveu em várias divisões internas da Palm.
A Be moveu uma ação pública contra a Microsoft por práticas monopolistas e anticompetitivas. No processo a empresa reivindica o direito de distribuir seu sistema BeOS instalado em computadores na Europa em conjunto com o Windows, mas era constantemente impedida pela Microsoft por meio de acordos. Em 2003 o processo foi favorável à Be e a Microsoft obrigada a pagar US$ 23 000 000 de multa à empresa (já então englobada pela Palm).